# Tây Đằng
Tây Đằng is een thị trấn en tevens de hoofdplaats in het district Ba Vì, een van de districten in de Vietnamese thành phố met provincierechten Hanoi. Tây Đằng heeft ruim 15.500 inwoners op een oppervlakte van 12,05 km².

## Geografie en topografie
Tây Đằng ligt in het noordoosten van de huyện. In het noordoosten grenst Tây Đằng aan de provincie Vĩnh Phúc. De aangrenzende xã's zijn Cao Đại, Phú Thịnh en Lý Nhân. Alle xã's liggen in huyện Vĩnh Tường. De aangrenzende xã's in Hanoi zijn Phú Châu, Chu Minh, Minh Châu, Tiên Phong, Thụy An, Vật Lại en Đồng Thái.
De Rode Rivier stroomt door Tây Đằng.

## Verkeer en vervoer
Een belangrijke verkeersader is de Quốc lộ 32.